# Madre Deus (São Tomé)
Madre Deus ist ein Vorort der Hauptstadt São Tomé auf der Insel São Tomé im Inselstaat São Tomé und Príncipe. 2012 wurden 2469 Einwohner gezählt.

## Geographie
Der Ort liegt im Südwesten der Stadt, westlich von Água Arroz, an der Verlängerung der Estrada Februario 3io. Er ist benannt nach der Kirche Chiesa della madre di DIo.